# Форначе
Форначе (итал. Fornace) — коммуна в Италии, располагается в провинции Тренто области Трентино-Альто-Адидже.
Население составляет 1291 человек (2008 г.), плотность населения составляет 184 чел./км². Занимает площадь 7 км². Почтовый индекс — 38040. Телефонный код — 0461.
Покровителем коммуны почитается святитель Мартин Турский, празднование 11 ноября.

## Демография
Динамика населения:

## Администрация коммуны
- Официальный сайт: